# Piège magnéto-optique

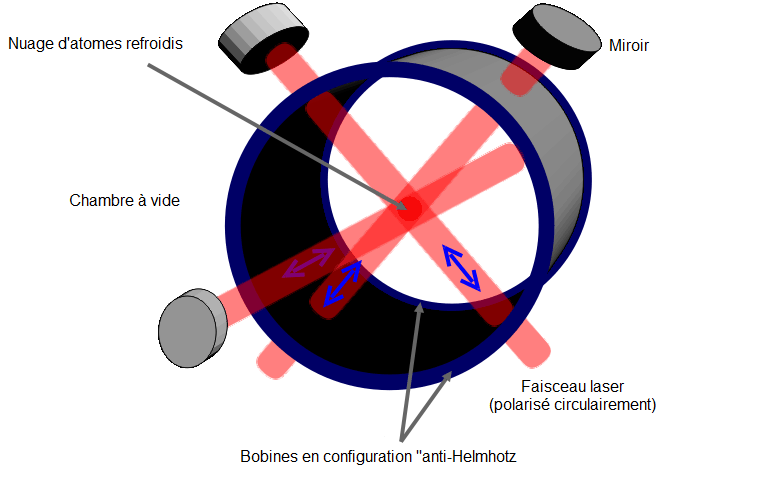
Montage expérimental d'un piège magnéto-optique.

Un piège magnéto-optique (ou "MOT", de l'anglais magneto-optical trap) est un dispositif qui utilise à la fois le Refroidissement d'atomes par laser et le piégeage magnétique afin de produire des échantillons d'atomes neutres « froids », à des températures pouvant aller jusqu'à quelques microkelvins, à deux ou trois fois la limite de recul du refroidissement Doppler (cf. article principal). En combinant la faible impulsion d'un photon individuel avec un grand nombre de cycles absorption - émission spontanée, des atomes avec des vitesses initiales « thermiques » de plusieurs centaines de mètres par seconde peuvent être ralentis jusqu'à des vitesses de l'ordre de quelques dizaines de centimètres par seconde.
Bien que des particules chargées comme les ions peuvent être piégées en utilisant des pièges de Penning ou de Paul qui utilisent des combinaisons de champs électriques ou magnétiques, ces derniers ne fonctionnent pas avec des atomes neutres, d'où l'intérêt des pièges magnéto-optiques.

## Principes de fonctionnement d'un piège magnéto-optique
Un piège magnéto-optique utilise six faisceaux lasers (qui peuvent venir d'une seule source, voir plus bas), disposés par paire se propageant dans des sens opposés, selon trois directions orthogonales, qui assurent le refroidissement par effet Doppler des atomes. À ce dispositif de refroidissement des atomes se combine un dispositif de piégeage magnétique utilisant un champ magnétique quadrupolaire, qui vise à assurer le confinement des atomes refroidis, en utilisant l'effet Zeeman (cf. figure plus haut).
Dans la mesure où le refroidissement Doppler n'est possible que pour des atomes disposant de configurations électroniques « adaptées », notamment en termes de niveaux hyperfins, de façon que les cycles d'absorption / émission spontanée inhérents au refroidissement Doppler s'effectuent entre les mêmes états (boucles optiques fermées), tous les atomes ne peuvent être piégés dans un MOT.

### Refroidissement Doppler
| 1   | Atome immobile: le photon incident a une fréquence plus faible que celle de la transition électronique, pas d'absorption.                                                                        |
| 2   | Atome allant dans le même sens que le photon incident: la fréquence de ce dernier apparaît encore plus décalée vers le rouge, pas d'absorption du photon.                                        |
| 3.1 | Atome allant dans le sens opposé à celui du photon incident: ce dernier a une fréquence décalée vers le bleu, plus proche de la fréquence de résonance, l'absorption du photon devient possible. |
| 3.2 | Le photon incident est alors absorbé par l'atome, avec transfert d'impulsion. |
| 3.3 | L'atome ré-émet un photon, mais la direction d'émission est aléatoire (isotropie), par suite il n'y a pas de changement net de la quantité de mouvement sur un grand nombre d'atomes.            |

Principe du refroidissement Doppler d'un atome:

Le principe du refroidissement Doppler est basé sur le fait que l'absorption comme l'émission spontanée d'un photon par un atome se produit toujours avec conservation de la quantité de mouvement, mais qu'alors que le premier processus est directionnel, l'impulsion ħk du photon incident ayant une direction donnée, le second est isotrope, car lors du processus d'émission aucune direction n'est privilégiée (cf. figure ci-contre). Ainsi en moyenne les atomes vont au cours de l'absorption voir leur quantité de mouvement varier de ħk dans la direction de propagation du photon (effet de recul de l'atome), alors qu'au cours de l'émission spontanée il n'y a pas (toujours en moyenne) de changement dans la quantité de mouvement.
Toutefois il ne faut pas que des atomes stationnaires (déjà froids), où ceux allant dans le même sens que les photons incidents, subissent une variation de quantité de mouvement, donc une accélération de leur mouvement. Seuls les atomes allant « à l'encontre » du faisceau laser doivent subir l'effet du ralentissement. Pour ce faire, il est tenu compte de l'effet Doppler: les photons doivent une avoir une fréquence ω (légèrement) inférieure à celle, notée ω0 de la transition électronique de l'atome au repos. Le laser est dit « désaccordé vers le rouge » (red detuning en anglais).
Si l'atome est immobile, il n'absorbe pratiquement aucun photon du fait du « désaccord » entre la fréquence de résonance et celle du photon incident. Si l'atome se déplace à la vitesse avec une vitesse {\displaystyle {\vec {v}}} un photon incident d'impulsion {\displaystyle \hbar {\vec {k}}} aura du fait de l'effet Doppler une fréquence {\displaystyle \omega =\omega _{0}-{\vec {k}}\cdot {\vec {v}}} dans le référentiel de l'atome en mouvement. Si le déplacement est dans le même sens que celui du photon, {\displaystyle \omega =\omega _{0}-kv}, soit une fréquence encore plus abaissée (décalée vers le rouge) par rapport à celle de résonance: par suite il n'y aura pratiquement aucune absorption, et donc accélération de l'atome. En revanche, si l'atome se déplace dans le sens opposé, le photon possède dans son référentiel une fréquence {\displaystyle \omega =\omega _{0}+kv} qui se rapproche (est « décalée vers le bleu ») de celle de résonance: l'atome subira un plus grand nombre de cycles absorption / émission spontanée qui le ralentissent.
Il est possible de montrer qu'un atome se déplaçant avec une vitesse {\displaystyle {\vec {v}}} dans une direction donnée, opposée à celle de propagation des photons (donc du faisceau laser) subit en moyenne une force de la forme {\displaystyle -\alpha {\vec {v}}} (α>0), similaire à celle de l'amortissement visqueux par un fluide. 
En utilisant 6 faisceaux, disposés en paires contrapropageantes dans les 3 directions de l'espace, il sera possible de ralentir les atomes dans toutes les directions.
Bien entendu, il est nécessaire pour que le processus fonctionne que l'émission spontanée du photon absorbé conduise l'atome dans le même état initial, de façon à multiplier les cycles d'absorption / émission ralentissant l'atome.

### Piégeage magnétique

Allure des lignes de champ d'un champ magnétique quadrupolaire généré par 4 fils infinis parallèles. Des bobines d'Helmholtz utilisées en configuration "inverse", c'est-à-dire avec des sens opposés de circulation du courant dans chaque bobine, gènerent ce type de champ dans un plan contenant leur axe.

Le piégeage magnétique est effectué en ajoutant un champ magnétique quadrupolaire, non uniforme, aux faisceaux laser décalés vers le rouge utilisés pour le refroidissement. Ce champ est nul au centre du piège et augmente en intensité avec la distance au centre (cf. figure ci-contre). Par effet Zeeman son ajout produit une subdivision des niveaux d'énergies (hyperfins) utilisés pour la transition, selon les différentes valeurs du nombre quantique magnétique mF, l'écart entre les niveaux ainsi séparés s'accroissant avec la distance radiale au centre du piège. Ainsi un atome qui s'éloigne de celui-ci voit la fréquence de la transition se rapprocher de celle des photons incident, augmentant sa section efficace d'absorption et donc l'effet de la force de rappel causée par le refroidissement Doppler, tendant à le ramener vers le centre du piège.
Le sens du transfert d'impulsion entre atome et photon dépend de la polarisation de ce dernier, les polarisations circulaire droite et gauche interagissant différemment avec les différents sous-niveaux Zeeman atomiques selon la valeur de mF. Les polarisations des faisceaux laser utilisés pour le refroidissement devront ainsi être choisies de telle sorte que les photons incidents vers le centre du piège soient en résonance avec le "bon" sous-niveau Zeeman atomique, de façon qu'ils tendent à toujours ramener l'atome vers le centre.

### Structure électronique requise pour le refroidissement et le piégeage

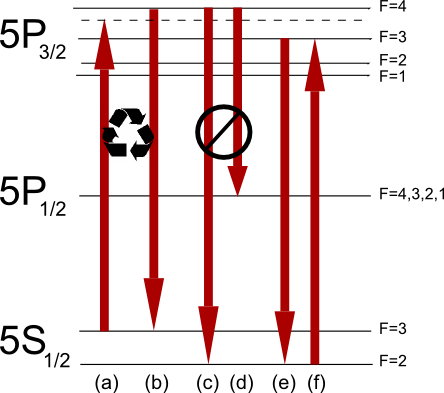
Transitions électroniques entre niveaux hyperfins utilisées pour le piégeage magnéto-optique du rubidium 85: (a) et (b) représentent le cycle d'absorption (décalé vers le rouge, ligne en pointillés) et d'émission spontanée, (c) & (d) représentent des transitions interdites, (e) représente le cas dans lequel l'atome est excité au niveau F=3, qui peut se désexciter vers l'état "sombre" F=2, conduisant à l'arrêt de la "boucle optique" de refroidissement, en l'absence du laser de pompage, dont l'action est schématisée en (f).

Typiquement aux températures ordinaires un atome possède une impulsion plusieurs milliers de fois supérieure à celle d'un photon individuel: par suite le refroidissement (ralentissement) d'un atome donné requiert un très grand nombre de cycles d'absorption / émission spontanée, l'atome perdant une impulsion de l'ordre de ħk à chaque cycle. Par conséquent le refroidissement par laser d'un atome n'est possible que si celui-ci possède une structure de niveaux d'énergie connue sous le nom de boucle optique fermée (de l'anglais closed optical loop), pour laquelle à la suite d'un cycle d'absorption / émission spontanée, l'atome revient toujours dans le même état.
L'atome de rubidium 85, qui est un des premiers à avoir été utilisés dans les pièges magnéto-optiques, contient une telle boucle optique fermée entre les niveaux hyperfins 5S1/2 F=3
et 5P3/2 F=4. Dans cet état excité, l'atome ne peut se désexciter dans n'importe lequel des sous-niveaux hyperfins de l'état 5P1/2, ce qui est interdit par les règles de sélection du fait de la non-conservation de la parité, ainsi que dans le sous-niveau 5S1/2 F=2, qui requerrait une variation de -2 unités de moment cinétique qui ne peut être effectuée par l'émission d'un seul photon.
De nombreux atomes qui ne contiennent pas dans leur structure de telles boucles fermées à l'état fondamental demandent l'utilisation de lasers de repompage qui excitent à nouveau l'atome dans un état appartenant à la boucle optique fermée depuis un état « sombre » en dehors de celle-ci.
Un tel dispositif peut aussi s'avérer nécessaire pour des atomes avec la « bonne » structure de niveaux. Ainsi pour le rubidium 85 le désaccord vers le rouge du laser de refroidissement conduit à un faible (mais non nul) recouvrement avec les sous-niveaux de l'état hyperfin 5P3/2 F=3, lequel peut se désexciter vers l'état « sombre » 5S1/2 F=2, ce qui arrêterait le refroidissement (cf. figure ci-contre, (e)) : un tel évènement survient environ une fois par millier de cycles. Un laser de repompage, accordé sur la fréquence de transition entre les niveaux 
5S1/2 F=2 et 5P3/2 F=3 est utilisé pour « recycler » la population d'atomes concernée vers la boucle optique fermée pour que le refroidissement puisse continuer (cf. figure ci-contre, (f)).

## Aspects expérimentaux

### Dispositif expérimental
Tout piège magnéto-optique requiert au moins un laser de refroidissement plus tous les éventuels lasers de repompage. Tous ces lasers nécessitent d'être stabilisés, plutôt que d'être très puissants. Leurs largeurs de bande doivent bien plus faibles que celles dues à la l'élargissement Doppler, typiquement, elles doivent être de l'ordre de quelques mégahertz.
Il est possible d'utiliser des diodes laser, qui présentent l'avantage de la compacité et d'un coût réduit, la largeur de bande et la stabilité étant contrôlées par des mécanismes d'asservissement, qui stabilisent le laser sur fréquence de transition atomique de référence en utilisant par exemple l'absorption saturée ou la technique de Pound-Drever-Hall (en), de façon à générer un signal de verrouillage en fréquence.
L'usage d'un réseau de diffraction à deux dimensions rend possible l'utilisation d'un unique laser stabilisé pour générer les différents faisceaux nécessaires pour le refroidissement, ce qui permet de construire des pièges magnéto-optiques très compacts.
Les atomes piégés dans le MOT viennent soit de la vapeur "thermique", i.e. à température ambiante, soit d'un jet atomique, généralement ralenti par le biais d'un ralentisseur Zeeman. Toutefois, le piégeage des atomes requiert une chambre à vide, avec une pression maximale de 10 micropascals (10−10 bar), car "l'énergie potentielle" de piégeage est petite devant celle liée à l'agitation thermique. Si la pression de la vapeur ambiante est trop élevée, les collisions entre les atomes de la vapeur et ceux qui sont piégés conduisent à l'expulsion de ces derniers plus vite qu'ils ne sont piégés dans le MOT.

### Limitations des MOT et applications

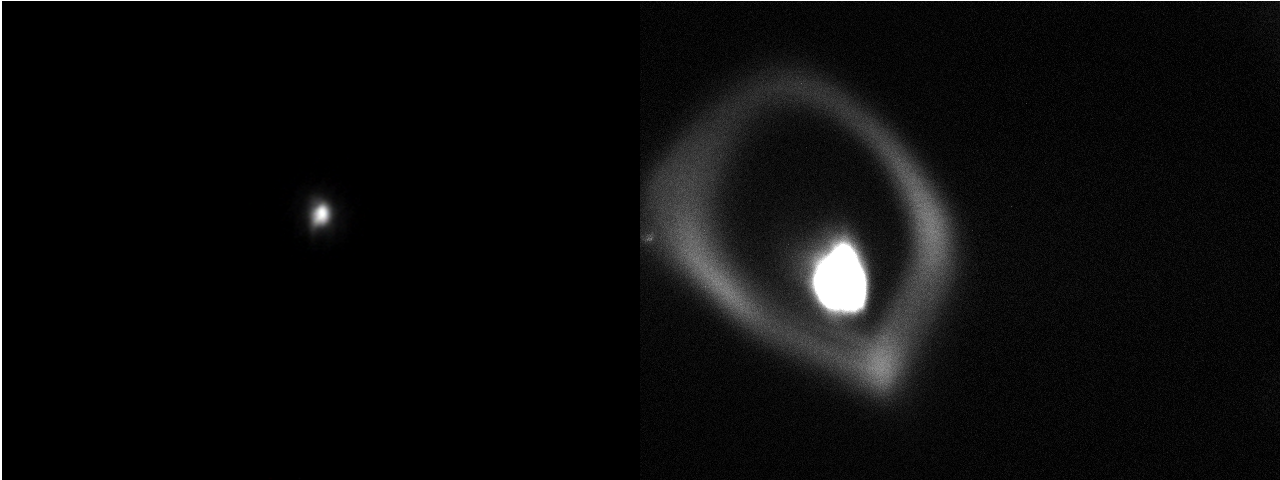
Un nuage d'atomes piégés dans un MOT à deux régimes différents de densité: si celle-ci est assez élevée, le "nuage" d'atomes froids passe d'une distribution gaussienne de densité spatiale (à gauche) à quelque chose de plus exotique (à droite). Sur cette dernière image, la densité est si élevée que les atomes froids ont été expulsés de la région centrale par la pression de radiation, pour former une distribution toroïdale de densité autour de celle-ci.

La densité maximale et la température minimale atteignable avec un piège magnéto-optique sont limités en raison de l'émission spontanée du photon à chaque cycle de refroidissement.
Bien que le caractère directionnel de l'absorption du photon par l'atome résulte en une force de freinage de celui-ci du fait du caractère isotrope de l'émission spontanée, le photon émis contribue à chauffer les atomes environnant: schématiquement, sur les deux "ħk" du cycle, le premier « refroidit », tandis que le second « réchauffe ». En moyenne temporelle, l'accroissement de l'impulsion de l'atome lié à l'émission spontanée peut être calculé, et en tenant compte de la largeur naturelle γ de la transition, il est possible de montrer que la température minimale atteignable dans un MOT est donnée par {\displaystyle T_{D}=h\gamma /2k_{B}}.
La densité est également limitée par l'émission spontanée: lorsque la densité du nuage d'atomes froids s'accroît, la probabilité que le photon spontanément réémis n'interagisse pas avec les atomes environnants tend vers zéro. L'absorption, par un atome voisin, du photon émis spontanément par un atome donné est équivalente à un transfert d'impulsion de 2ħk entre ces atomes et donc à une force répulsive, qui limite la densité du nuage d'atomes froids.